# 19972016
『19972016』は、日本のビッグ・ビートユニット、BOOM BOOM SATELLITESのベストアルバム。2017年3月1日、gr8! recordsよりリリースされた。ここでは、『19972016 -Remasterd-』と『20082016』の項目について合わせて参照する。

## 概要
デビュー20周年を記念して制作されたベストアルバム。デビューから活動終了までの19年間を総括する内容となっている。タイアップ曲も多数収録されている。3タイトル同時発売となり、前作のリマスター版「19972007 -Remastered-」、2008年以降の楽曲をまとめた「20082016」の通常盤2タイトルに加え、ロックフェスや大型ライブイベント出演時の映像やワンマンツアーの模様をパッケージしたライブドキュメントBlu-ray、フォトブックが付属する初回限定盤「19972016」が一斉発売された。
監修・リマスタリングは前作と同様にメンバーの中野雅之が自ら行っている。これについて中野は「調整（リマスタリング）することで、「これは20年前の曲」「これは去年の曲」ということをあまり意識せず、バンドのありようだけを聴いてもらえるものになるのではないかと思ったのです。それがセルフマスタリングを行った目的でした」と語っている。また、セルフマスタリングについては「音楽的なトータリティを演出するということ以外に、自分が最後にこれをやることで経験値を上げたいという気持ちがあった。（中略）作業は膨大になった分ものすごく貴重な体験をしました。やる前と後で感覚が全然違う。自由を手に入れた感じがしています」とも語っている。ちなみに本作の制作には約3ヶ月を要している。また制作期間中に逝去した川島道行の最後の作品になるということもあり、彼に喜んでもらえるものを作らなければならないという使命感をもって制作に臨んだ。
中野は本作について、「今後、このバンドの名前を背負っていくことはないので、このベスト盤でけじめをつけたい」と語っていたが、発売直前の2017年2月27日に新宿バルト9で行われたトークイベントにて、「この先何をするにしても、自分の名刺はBOOM BOOM SATELLITESの中野雅之でいきます」と発言。自身のツイッターにて「僕はバンドと一体化してしまったんですね」と述懐している。

## 19972007 -Remastered-
- 「19972007」の項を参照。

## 20082016

### Disc 1
1. LAY YOUR HANDS ON ME (6:12)
初出：11thシングル曲
2. SHINE (4:52)
初出：9thアルバム「SHINE LIKE A BILLION SUNS」
3. A HUNDRED SUNS (4:48)
初出：9thアルバム「SHINE LIKE A BILLION SUNS」
4. STAY (6:25)
初出：7thアルバム「TO THE LOVELESS」
5. CAUGHT IN THE SUN (10:27)
初出：9thシングル「BACK ON MY FEET」、7thアルバム「TO THE LOVELESS」
6. ANOTHER PERFECT DAY (5:56)
初出：8thアルバム「EMBRACE」
7. UNDERTAKER (5:18)
初出：7thアルバム「TO THE LOVELESS」
8. VAPOUR (6:53)
初出：7thアルバム「TO THE LOVELESS」
9. DRIFTER (5:07)
初出：8thアルバム「EMBRACE」
10. ONLY BLOOD (4:40)
初出：9thアルバム「SHINE LIKE A BILLION SUNS」
11. SNOW (7:38)
初出：8thアルバム「EMBRACE」
12. SPELLBOUND (2:40)
初出：9thシングル「BACK ON MY FEET」、7thアルバム「TO THE LOVELESS」
13. EMBRACE (5:03)
初出：8thアルバム「EMBRACE」

### Disc 2
1. BACK ON MY FEET (6:19)
初出：9thシングル曲、7thアルバム「TO THE LOVELESS」
2. BROKEN MIRROR (6:20)
初出：10thシングル曲、8thアルバム「EMBRACE」
3. HELTER SKELTER (3:36)
初出：8thアルバム「EMBRACE」
4. ALL IN A DAY (7:19)
初出：9thシングル「BACK ON MY FEET」、7thアルバム「TO THE LOVELESS」
5. DRAIN (5:27)
初出：7thアルバム「TO THE LOVELESS」
6. LOCK ME OUT (5:04)
初出：7thアルバム「TO THE LOVELESS」
7. BACK IN BLACK (5:14)
初出：9thアルバム「SHINE LIKE A BILLION SUNS」
8. FLUTTER (4:11)
初出：8thアルバム「EMBRACE」
9. NINE (4:55)
初出：8thアルバム「EMBRACE」
10. BLIND BIRD (5:53)
初出：9thアルバム「SHINE LIKE A BILLION SUNS」
11. STARS AND CLOUDS (5:30)
初出：11thシングル「LAY YOUR HANDS ON ME」
12. STAIN (2:08)
初出：9thアルバム「SHINE LIKE A BILLION SUNS」
13. NARCOSIS (6:46)
初出：11thシングル「LAY YOUR HANDS ON ME」

全作詞・作曲・編曲：BOOM BOOM SATELLITES

「HELTER SKELTER」(Disc 2 #3) : 作詞・作曲：John Lennon, Paul McCurtney

### 演奏
- 福田洋子：Drums
- 岡村美央ストリングス：Strings
- YOKO (DICE)：Chorus